# Balada de John Riley
La Balada de John Riley o Himno del Batallón de San Patricio es una canción, producto del genio popular, que atestigua la injusticia de la invasión estadounidense a México y es oda a un gran batallón heroico formado por soldados irlandeses, alemanes y otras nacionalidades, que se pasaron desde las filas invasoras a las defensoras de México: el de San Patricio. Ellos lucharon heroicamente junto a los mexicanos en Matamoros, Monterrey, La Angostura, por cuya acción fueron condecorados por haber diezmado a un batallón yanqui y capturado sus cañones. Lucharon en Cerro Gordo y Churubusco en donde pelearon como leones hasta caer prisioneros. Fueron azotados con látigo, marcados en el rostro con fuego y ahorcados por los invasores que vieron en ellos un ejemplo peligroso de solidaridad internacional.

## Letra
Mi nombre es John Riley 

escúchame un momento:
 
Dejé mí querido hogar, en Irlanda.

Allá imperaba la muerte: hambre o exilio.

Cuando llegué a América 
 
Estaba en mi deber: 

Entrar a la Armada 

y marchar desde Texas

para unirme a la guerra contra México.

Fue ahí. En esos pueblos y barrancos

cuando comprendí el error que había hecho.

Me vi conquistando pobres y moribundos

católicos con el evangelio de las bayonetas

Yo lo vi en las cárceles donde madres

violadas y niños gritones, denunciaban el hedor pestilente del todo de esa guerra.

Yo y doscientos irlandeses 

decidimos levantarnos a la llamada de Él que nos guiaba.

De Dublín a San Diego

dimos testimonio de la libertad negada

Formamos el Batallón de San Patricio

Y peleamos del lado mexicano.
 
Formamos el Batallón de San Patricio 
 
Y peleamos del lado mexicano. 
 
Marchamos bajo el verde pabellón

de San Patricio 

Blasonado con el “Erin Go Bragh”.

Brillaban en él, el arpa y el trébol,

y el lema: “Libertad para México” 

Solo cincuenta años después de Wolftone

Todo esto sucedió a cinco mil millas de aquello.

Los yanquis nos llamaron una Legión de Extraños. 
 
Nosotros, desde Dublín a San Diego, 

dimos testimonio de la libertad negada. 

Formamos el Batallón de San Patricio 

Y peleamos del lado mexicano.
 
Formamos el Batallón de San Patricio 
 
Y peleamos del lado mexicano.

Los combatimos en Matamoros, 

porque sus voluntarios violaban a las monjas.

En Monterrey y Cerro Gordo, 
 
nosotros peleamos como hijos de Irlanda.

Fuimos los guerreros rojos de la libertad
 
luchando junto a estos hombres y mujeres morenos. 
 
Ellos y nosotros, peleamos contra la tiranía 

Y me atrevo a decir que… ¡Lo haríamos otra vez!

De Dublín a San Diego

dimos testimonio de la libertad negada.

Formamos el Batallón de San Patricio

y peleamos del lado mexicano.

Formamos el Batallón de San Patricio

y peleamos del lado mexicano.

Los combatimos en cinco grandes batallas.

Churubusco fue la última de ellas. 

Abrumados por los cañones de Boston, 

caímos después de cada disparo mortal. 

Muchos de nosotros murieron 

en sus puestos ¡como mexicanos! 
 
Muy lejos de nuestra también ocupada Patria, 

fuimos héroes y mártires.

Así es el destino. 